# Vasscitronbi
Vasscitronbi (Hylaeus pectoralis) är en biart som beskrevs av Förster 1871. Vasscitronbiet ingår i släktet citronbin och familjen korttungebin. Inga underarter finns listade i Catalogue of Life.

## Beskrivning
Vasscitronbiet är ett tämligen litet bi, med en längd på 6,5 till 8 mm hos honan, 5,5 till 8 mm hos hanen. Färgen är övervägande svart, men speciellt hanen har en blekgul mask i ansiktet som består av sidofläckar som når över antennfästena, panna och clypeus (munsköld). Honan har endast de blekgula sidofläckarna, som är kortare än hanens. Bakskenbenen är gula på den översta delen hos båda könen.

## Ekologi
Habitaten utgörs av vassruggar, både vid söt- och brackvatten, där den föredrar de torrare delarna av vassruggarna.
Artens flygtid varar från juni till slutet av september, då den besöker växter som bland andra björnbär (i familjen rosväxter), kvannar, vildmorot och björnloka (flockblommiga växter) samt lejonfibblor och åkermolke (korgblommiga växter).

### Fortplantning
Arten förlägger sina larvbon i övergivna galler från vassfritflugan (Lipara lucens) som lägger sina ägg i vassblommor. Innan vasscitronbihonan börjar lägga ägg, vilket sker på sommaren när den fullbildade vassfritflugan lämnat gallen, avlägsnar vasscitronbihonan alltid flugans tomma puppskal från gallen. Beroende på gallens storlek, inrättar hon mellan en och åtta larvceller på rad i gallen. Dess insidor kläs med ett sekret som honan avsöndrar från spottkörtlarna. Cellväggarna konstrueras av samma sekret. Larvcellerna förses med en halvflytande blandning av nektar och pollen, som tjänar som föda åt larven.

## Utbredning
Vasscitronbiet förekommer i stora delar av Europa, från södra och östra England över Central- och Nordeuropa österut till Japan.
I Sverige finns arten i Götaland (inklusive Öland men exklusive Gotland) och Svealand. Den har inte särskilt många observationer, men det anses bero på dess undangömda levnadssätt i vassruggar och liknande, snarare än att den skulle vara särskilt sällsynt. Den är klassificerad som livskraftig ("LC").
I Finland förekommer arten i södra delen av landet, från Egentliga Finland, Nyland och Kymmenedalen norrut till Egentliga Tavastland och Birkaland. Även här är den klassificerad som livskraftig.